# Don't Hurt Yourself (Marillion)
Don't Hurt Yourself è un singolo del gruppo musicale britannico Marillion, pubblicato il 28 giugno 2004 come secondo estratto dal tredicesimo album in studio Marbles.

## Tracce
Testi di Steve Hogarth, musiche dei Marillion.
CD promozionale (Regno Unito)
1. Don't Hurt Yourself (Single Mix) – 3:45

CD singolo (Regno Unito – parte 1)
1. Don't Hurt Yourself (Single Edit) – 3:45
2. Angelina (Steven Wilson Mix) – 5:58

CD singolo (Regno Unito – parte 2)
1. Don't Hurt Yourself (Single Mix) – 3:45
2. Fantastic Place (Live)
3. The Damage (Live)
4. Don't Hurt Yourself (Video)

## Formazione
Gruppo
- Steve Hogarth – voce
- Steve Rothery – chitarra, basso
- Pete Trewavas – basso, chitarra acustica
- Mark Kelly – tastiera
- Ian Mosley – batteria

Produzione
- Dave Meegan – produzione, registrazione
- Michael Hunter – missaggio
- Simon Heymouth – mastering

## Classifiche
| Classifica (2004) | Posizione massima |
| ----------------- | ----------------- |
| Paesi Bassi       | 35                |
| Regno Unito       | 16                |
| Scozia            | 23                |